# Bedtime Stories
Bedtime Stories je šesté studiové album americké zpěvačky a skladatelky Madonny, které bylo vydáno 25. října 1994 společností Maverick Records. V roce 1995 bylo nominováno na Cenu Grammy v kategorii nejlepší popové vokální album. Americká asociace nahrávacího průmyslu (RIAA) album označila za zlaté a platinové 5. ledna 1995 a později 21. listopadu 2005 za 3x platinové. Toto označení znamená, že ve Spojených státech amerických se prodalo přes 3 miliony nosičů, celosvětově se prodej odhaduje na nejméně 7 milionů nosičů.

## Seznam skladeb
| Pořadí | Název                    | Hudba                  | Text                                                           | Délka |
| ------ | ------------------------ | ---------------------- | -------------------------------------------------------------- | ----- |
| 1.     | Survival                 | Nellee Hooper, Madonna | Madonna, Dallas Austin                                         | 3:31  |
| 2.     | Secret                   | Madonna, Austin        | Madonna, Austin                                                | 5:03  |
| 3.     | I'd Rather Be Your Lover | Madonna, Hall          | Madonna, Dave Hall, The Isley Brothers, Chris Jasper           | 4:39  |
| 4.     | Don't Stop               | Madonna, Austin        | Madonna, Austin, Colin Wolfe                                   | 4:38  |
| 5.     | Inside of Me             | Hooper, Madonna        | Madonna, Hall, Hooper                                          | 4:11  |
| 6.     | Human Nature             | Madonna, Hall          | Madonna, Hall, Shawn McKenzie, Kevin McKenzie, Michael Deering | 4:54  |
| 7.     | Forbidden Love           | Hooper, Madonna        | Babyface, Madonna                                              | 4:08  |
| 8.     | Love Tried to Welcome Me | Madonna, Hall          | Madonna, Hall                                                  | 5:21  |
| 9.     | Sanctuary                | Madonna, Austin        | Madonna, Austin, Anne Preven, Scott Cutler, Herbie Hancock     | 5:02  |
| 10.    | Bedtime Story            | Hooper, Madonna        | Hooper, Björk, Marius De Vries                                 | 4:53  |
| 11.    | Take a Bow               | Babyface, Madonna      | Babyface, Madonna                                              | 5:21  |